# (38188) 1999 KX11
1999 KX11 (asteroide 38188) é um asteroide da cintura principal. Possui uma excentricidade de 0.20116280 e uma inclinação de 2.65891º.
Este asteroide foi descoberto no dia 18 de maio de 1999 por LINEAR em Socorro.